# Sarcodum
Sarcodum es un género de plantas con flores  perteneciente a la familia Fabaceae. Comprende 6 especies descritas y de estas, solo 2 aceptadas.

## Taxonomía
El género fue descrito por João de Loureiro y publicado en Flora Cochinchinensis 425, 461. 1790.
Etimología
Sarcodum: nombre genérico  

## Especies aceptadas
A continuación se brinda un listado de las especies del género Sarcodum aceptadas hasta mayo de 2015, ordenadas alfabéticamente. Para cada una se indica el nombre binomial seguido del autor, abreviado según las convenciones y usos.	

## Especies
- Sarcodum bicolor Adema
- Sarcodum scandens Lour.